# Nabam
Nabam ist ein Wirkstoff zum Pflanzenschutz und eine chemische Verbindung aus der Gruppe der Dithiocarbamate und Natriumsalze.

## Gewinnung und Darstellung
Nabam kann durch Reaktion von Ethylendiamin mit Kohlenstoffdisulfid in Natriumhydroxid gewonnen werden.

## Eigenschaften
Nabam ist ein Feststoff, der löslich in Wasser ist. Unter sauren Bedingungen zersetzt er sich zu Ethylendiamin.

## Verwendung
Nabam wurde als Herbizid, Algizid und Fungizid verwendet. Es wird als nicht systemisches Fungizid für Früchte, Nüsse, Gemüse und Zierpflanzen verwendet.

## Zulassung
Nabam ist nicht in das Verzeichnis der in der Europäischen Union zugelassenen Wirkstoffe aufgenommen worden. In Deutschland, Österreich und der Schweiz sind keine Pflanzenschutzmittel mit diesem Wirkstoff zugelassen.